# Julia Berke
Julia Berke (* 1975 in Saint-Germain-en-Laye) ist eine deutsche Theater- und Filmschauspielerin.
Berke wuchs in Wuppertal auf und absolvierte von 1996 bis 2000 eine Schauspielausbildung an der Otto Falckenberg Schule in München. Von 2001 bis 2008 arbeitete sie am Schauspiel Leipzig und kehrte 2013 zurück. Dazwischen war sie am Theater Chemnitz engagiert.

## Filmographie (Auswahl)
- 2002: Die Rückkehr
- 2006: Tatort: Blutschrift
- 2006: Geisterstunde
- 2024: In aller Freundschaft: Liebenswert

## Hörspiele (Auswahl)
- 1999: Achim Koch: Abrahadabra. Ein satanisches Kriminalhörspiel – Regie: Eva Demmelhuber (Original-Hörspiel, Kriminalhörspiel – BR)
- 2004: Robert Merle: Die geschützten Männer (Wachhabende) – Regie: Stefan Dutt (Hörspielbearbeitung, Science-Fiction-Hörspiel – MDR)